# Egil Nervik
Egil Nervik (Trondheim, 1957. május 8. –) norvég nemzetközi labdarúgó-játékvezető.

## Pályafutása

### Nemzeti játékvezetés
1958-ban lett az I. Liga játékvezetője.

#### Nemzeti kupamérkőzések
Vezetett Kupa-döntők száma: 2.

##### Norvég Kupa
| Időpont           | Helyszín               | Mérkőzés típusa        | Mérkőzés                | Eredmény | Nézők száma |
| ----------------- | ---------------------- | ---------------------- | ----------------------- | -------- | ----------- |
| 1986. október 26. | Ullevaal Stadion, Oslo | döntő                  | Tromsø IL–Lillestrøm SK | 4 : 1    | 22 000      |
| 1989. október 29. | Ullevaal Stadion, Oslo | második döntő mérkőzés | Viking FK–Molde FK      | 2 : 1    | 9 856       |

### Nemzetközi játékvezetés
A Norvég labdarúgó-szövetség Játékvezető Bizottsága (JB) terjesztette fel nemzetközi játékvezetőnek, a Nemzetközi Labdarúgó-szövetség (FIFA) 1987-től tartotta nyilván bírói keretében. Több nemzetek közötti válogatott és klubmérkőzést vezetett, vagy működő társának partbíróként segített. A norvég nemzetközi játékvezetők rangsorában, a világbajnokság-Európa-bajnokság sorrendjében többedmagával a 8. helyet foglalja el 4 találkozó szolgálatával. Az aktív nemzetközi játékvezetéstől 1992-ben búcsúzott. Válogatott mérkőzéseinek száma: 6.

#### Világbajnokság
1989-ben Szaúd-Arábia rendezte az 1989-es ifjúsági labdarúgó-világbajnokságot, ahol a FIFA JB bíróként foglalkoztatta.
| Időpont           | Helyszín                   | Mérkőzés típusa        | Mérkőzés           | Eredmény | Nézők száma |
| ----------------- | -------------------------- | ---------------------- | ------------------ | -------- | ----------- |
| 1989. február 20. | Fáhd Király Stadion, Rijád | selejtező (A. csoport) | Nigéria–Portugália | 0 : 1    | 7 000       |

---
A világbajnoki döntőhöz vezető úton Olaszországba a XIV., az 1990-es labdarúgó-világbajnokságra a FIFA JB bíróként alkalmazta.
| Időpont            | Helyszín                  | Mérkőzés típusa           | Mérkőzés              | Eredmény | Nézők száma |
| ------------------ | ------------------------- | ------------------------- | --------------------- | -------- | ----------- |
| 1989. június 4.    | Lansdowne Stadion, Dublin | előselejtező (6. csoport) | Írország–Magyarország | 2 : 0    | 48 600      |
| 1989. november 15. | Kuip Stadion, Rotterdam   | előselejtező (4. csoport) | Hollandia–Finnország  | 3 : 0    | 49 500      |

#### Európa-bajnokság
Az európai-labdarúgó torna döntőjéhez vezető úton Német Szövetségi Köztársaságba a VIII., az 1988-as labdarúgó-Európa-bajnokságra az UEFA JB játékvezetőként foglalkoztatta.

##### 1988-as labdarúgó-Európa-bajnokság

###### Selejtező mérkőzés
| Időpont            | Helyszín                 | Mérkőzés típusa           | Mérkőzés          | Eredmény | Nézők száma |
| ------------------ | ------------------------ | ------------------------- | ----------------- | -------- | ----------- |
| 1987. november 11. | Heysel Stadion, Brüsszel | előselejtező (7. csoport) | Belgium–Luxemburg | 3 : 0    | 2 504       |

##### 1992-es labdarúgó-Európa-bajnokság

###### Selejtező mérkőzés
| Időpont              | Helyszín                          | Mérkőzés típusa           | Mérkőzés                 | Eredmény | Nézők száma |
| -------------------- | --------------------------------- | ------------------------- | ------------------------ | -------- | ----------- |
| 1990. szeptember 12. | Idrottsparken Stadion, Landskrona | előselejtező (4. csoport) | Feröer-szigetek–Ausztria | 1 : 0    | 1 544       |